# Monopsonio
Un monopsonio, denominado también como el monopolio de demanda, es un tipo de mercado en el que existe un único comprador o demandante, en varios lugares. Debido a esto, este mercado posee una competencia imperfecta. El precio de los bienes o servicios es determinado por el demandante, ya que al ser único, posee mayor poder de mercado y los numerosos oferentes deben adaptarse a sus exigencias (precios, cantidades, etc.). Esto le permite al comprador obtener mayor valor de la transacción que los que obtendría en un mercado competitivo. 
El monopsonio se produce generalmente con respecto a ciertos factores de producción -como por ejemplo la demanda de cierto tipo de trabajo especializado- o con materias primas y bienes en proceso; existe monopsonio de bienes de consumo, además, en algunos casos especiales: el ejército de un país puede ser el único comprador de cierta clase de equipo o armamento, o ciertos distribuidores o mayoristas pueden ser los únicos demandantes de cierto tipo de bienes que luego ofrecerán al público. En el monopsonio, al igual que en el caso del monopolio, la empresa monopsónica ejerce un gran control sobre el mercado y puede, dentro de ciertos límites, deprimir los precios de modo de obtener ganancias extraordinarias. Ello sucederá hasta que, si aumenta su demanda, se encuentre con que es preciso pagar precios más altos para atraer nuevos oferentes. Es una situación teóricamente opuesta a la de competencia perfecta. En la práctica, salvo algunos casos particulares, los monopsonios solo se presentan en mercados locales relativamente reducidos o en circunstancias en que hay una decisiva intervención gubernamental. También existe una estrecha relación entre las situaciones de monopolio y de monopsonio: una Empresa monopólica se convertirá fácilmente en el único comprador de ciertos factores productivos, especialmente materias primas, productos semielaborados y otros insumos.
El demandante es el que se encarga en todo momento de poner los precios de los bienes o de los servicios que se ofrecen pues es él el que tiene el poder dentro del mercado y los oferentes se ven obligados a adaptarse a las exigencias que presente. Por esta razón, el comprador logra tener un mayor valor en las transacciones que realiza. El monopsonio es una condición dentro del mercado en donde la demanda absoluta de un producto es ejercida entonces, por un único comprador. Se produce generalmente cuando hay algunos factores de producción que demandan determinado tipo de trabajo especializado, o con materias primas y bienes en proceso.
La Real Compañía Guipuzcoana de Caracas, establecida en el siglo XVIII para regular el comercio entre España y la provincia de Venezuela, es un ejemplo claro de monopsonio. Otro ejemplo es la industria de la obra pública, en la que existe una situación normal de competencia entre los productores u oferentes (empresas constructoras), pero un solo demandante (el Estado o gobierno local si fuera el caso).
Un monopsonio es cuando una empresa demanda algún insumo en un mercado que no opera en competencia perfecta. Por lo tanto, que tiene cierto poder de mercado. Ejemplo: en un pueblo pequeño que haya una única empresa demandante de mano de obra. Los problemas de movilidad en dicha situación crean que la empresa se ubique en una situación privilegiada en el proceso de negociación de las condiciones de trabajo relativo a los trabajadores. Puesto que los trabajadores muestran problemas de movilidad en el cambio de trabajo.

## Ejemplos empíricos de monopsonio en el mercado de trabajo en Uruguay
Dado lo anterior, al no ser un mercado competitivo, las empresas no son tomadoras de precios y no toman a los salarios como datos exógenos. Por lo tanto, no enfrentan una curva de oferta del trabajo horizontal, infinitamente elástica al salario de mercado. En el caso del monopsonio hay rigideces en el mercado laboral. 
Bajo estos supuestos es relativamente fácil encontrar empresas monopsónicas empíricamente en los mercados, ya que los costos de movilidad entre empleos son reales y las empresas tienen incentivos a obtener beneficios positivos. Factores que pueden incrementar los costos de moverse entre trabajos: costos de transporte, búsqueda, mudanza, capacitación, entre otras. Sin embargo, los casos donde el poder de las empresas es por ser el único demandante de mano de obra de una región no son los más comunes, por lo cual, vale la pena destacar algunos casos uruguayos sobre empresas con mercados monopsónicos.

### Fábrica de cerámicas Metzen & Sena
Fundada el 26 de mayo de 1937. Empresa ubicada en el departamento de Canelones, en la localidad de Empalme Olmos la cual tiene 4.199 personas según el último censo realizado en 2011 por el INE. La empresa empleaba a más de 750 personas directamente. En diciembre de 2009 cerró por situaciones financieras y reabrió sus puertas como una cooperativa de trabajadores el 1 de julio de 2013. La empresa era la principal fuente de trabajo de la zona obteniendo de ese modo un poder de negociación y de dependencia de los trabajadores.

### Frigorífico Anglo
Otro claro ejemplo fue el Frigorífico Anglo ubicado en las orillas del Río Uruguay, en la ciudad de Fray Bentos, departamento de Río Negro. La antigua firma alemana dueña del frigorífico inició actividades en Uruguay en 1865, luego, entre 1922 y 1924 paso a manos británicas. El frigorífico era el principal demandante de mano de obra de la ciudad con hasta 3500 puestos de trabajo. El aumento del consumo de la carne generó un auge en el sector cárnico que el frigorífico se vio beneficiado. Se creó una relación de dependencia de la ciudad con la empresa y una falsa creencia de inmortalidad al sistema o la imposibilidad de verse afectados por crisis. Luego de un período de declive de la empresa, pasa a manos estatales sin poder impedir su clausura. Al cerrar las puertas en 1979 hubo protestas, manifestaciones e incluso marchas a pie a Montevideo, logrando de este modo obtener una serie de beneficios sociales y jubilación temprana por la falta de demanda laboral en la zona.

## Modelo de monopsonio en el mercado de trabajo en dos etapas

### Base teórica
Ante un mercado laboral con una empresa monopsonica, se debe pagar salarios más altos si quiere atraer más trabajadores. Por lo cual, puede elegir una combinación de salario y nivel de empleo. La curva de oferta de trabajo que enfrenta tiene pendiente positiva.
El autor Alan Manning propone que hay casos frecuentes de monopsonio, donde empresas tienen algún grado de poder de mercado. El autor propone dos supuestos básicos: la existencia de fricciones donde la movilidad de trabajadores es costosa, ya sea por problemas de información o preferencias no homogéneas y la segunda es que las empresas son capaces de fijar salarios.
Por otra parte, los efectos negativos sobre salarios y empleo de los mercados monopsónicos se pueden evitar con sindicatos fuertes que colaboren en el proceso de negociación de los salarios o con la fijación de un salario mínimo.

### Etapa 1, supuestos
Existe una lista de espera de N empresas que quieren entrar al mercado, cada empresa sabe en que lugar de la lista está. La entrada al mercado tiene un costo {\displaystyle c}. Una vez dentro puede contratar todos los trabajadores que quiera, cada uno de los cuales produce una cantidad y. 

### Etapa 2, supuestos
Las empresas que entraron al mercado participan de un proceso de competencia de Bertrand. Cada empresa ofrece simultáneamente el salario que maximiza sus beneficios: 
{\displaystyle \pi _{i}=L_{i}(y-w_{i})}
El nivel de empleo de cada empresa será:
{\displaystyle f(n)={\begin{cases}L^{s}(w_{i}),&{\text{si }}w_{i}>w_{j}{\text{ para todo }}j\neq i\\L^{s}(w_{i})/J,&{\text{si }}i{\text{ elige el mayor salario a la vez que otras }}J-1{\text{ empresas, }}1<J<n\\0&{\text{ si existe una empresa }}j\neq i{\text{ que elige }}w_{j}>w_{i}\end{cases}}}

La solución en la cual cada empresa ofrece  {\displaystyle y>w_{i}}, es un Equilibrio de Nash y no hay otros equilibrios de Nash posibles si {\displaystyle y}.
En la Etapa 1: las empresas anticipan que si entran al mercado obtienen {\displaystyle \pi _{i}=0} a la vez que incurrirán a un costo {\displaystyle c}. La primera empresa anticipa que ninguna otra entrará al mercado. El equilibrio resultante es un monopsonio.
La empresa enfrenta una curva de oferta de pendiente positiva {\displaystyle L(w)}. La inversa de esta relación se denota w(L). Los costos laborales totales están dados por {\displaystyle w(L)L}.
La empresa tiene una función de ingresos dada por {\displaystyle Y(L)=pX(L)}. Buscará determinar L de manera de maximizar sus beneficios dados por:  {\displaystyle \Pi =pX(L)-w(L)L}
Esto lleva a la condición de primer orden:  {\displaystyle pX'(L)=w(L)+w'(L)L=w(L)(1+{\frac {1}{\eta _{L}^{w}}})}
Propiedades del costo marginal de contratar para el monopsonista: Tiene pendiente positiva, es mayor el salario que determina la curva de oferta de trabajo, crece más rápido que el salario. 
La empresa determina {\displaystyle L'} que es su nivel de empleo igualando costo marginal y valor del ingreso marginal del trabajado al salario {\displaystyle w(L')}. 
El salario pagado a los trabajadores {\displaystyle w(L')} es inferior al valor del producto marginal. Cuando contrata un nuevo trabajador, el salario sube para todos los que ya se encontraban trabajando. En términos neoclásicos se trataría de un caso de “explotación” de los trabajadores. Los beneficios del último trabajador son positivos, pero no hay incentivos a contratar más porque los beneficios pasarían a ser nulos y encontrarse en un mercado de competencia perfecta, perdiendo sus privilegios de poder de negociación de la empresa.
Por lo tanto, en un mercado monopsonio, se contrata menos cantidad de trabajadores que en un mercado de competencia perfecta, con un salario de mercado menor y el empresario obtiene un excedente por la diferencia entre el valor del producto marginal y el salario pagado. 

### Críticas
Algunas autores han criticado la relevancia del modelo de monopsonio en el mercado de trabajo manifestando que nadie plantea que la curva de oferta de trabajo que enfrentan las empresas sea infinitamente elástica: generalmente se acepta que la elasticidad entre empleo y salario es alta. Por lo tanto, pasa a ser relevante la determinación de cuál es el nivel preciso de poder de mercado que tiene que tener una empresa en el mercado de trabajo, para que se pueda decir que opera en un mercado con características monopsónicas.